# Neuhäusgen
Neuhäusgen (en luxemburguès: Neihaischen) és una vila de la comuna de Schuttrange del districte de Luxemburg al cantó de Luxemburg. Està a uns 34 km de distància de la Ciutat de Luxemburg.